# Groupe Lorraine 42
 (juin 2025).
Si vous disposez d'ouvrages ou d'articles de référence ou si vous connaissez des sites web de qualité traitant du thème abordé ici, merci de compléter l'article en donnant les références utiles à sa vérifiabilité et en les liant à la section « Notes et références ».
 (juin 2025).
La mise en forme du texte ne suit pas les recommandations de Wikipédia : il faut le « wikifier ».
Les points d'amélioration suivants sont les cas les plus fréquents. Le détail des points à revoir est peut-être précisé sur la page de discussion.
- Les titres sont pré-formatés par le logiciel. Ils ne sont ni en capitales, ni en gras.
- Le texte ne doit pas être écrit en capitales (les noms de famille non plus), ni en gras, ni en italique, ni en « petit »…
- Le gras n'est utilisé que pour surligner le titre de l'article dans l'introduction, une seule fois.
- L'italique est rarement utilisé : mots en langue étrangère, titres d'œuvres, noms de bateaux, etc.
- Les citations ne sont pas en italique mais en corps de texte normal. Elles sont entourées par des guillemets français : « et ».
- Les listes à puces sont à éviter, des paragraphes rédigés étant largement préférés. Les tableaux sont à réserver à la présentation de données structurées (résultats, etc.).
- Les appels de note de bas de page (petits chiffres en exposant, introduits par l'outil «  Source ») sont à placer entre la fin de phrase et le point final[comme ça].
- Les liens internes (vers d'autres articles de Wikipédia) sont à choisir avec parcimonie. Créez des liens vers des articles approfondissant le sujet. Les termes génériques sans rapport avec le sujet sont à éviter, ainsi que les répétitions de liens vers un même terme.
- Les liens externes sont à placer uniquement dans une section « Liens externes », à la fin de l'article. Ces liens sont à choisir avec parcimonie suivant les règles définies. Si un lien sert de source à l'article, son insertion dans le texte est à faire par les notes de bas de page.
- La présentation des références doit suivre les conventions bibliographiques. Il est recommandé d'utiliser les modèles {{Ouvrage}}, {{Chapitre}}, {{Article}}, {{Lien web}} et/ou {{Bibliographie}}. Le mode d'édition visuel peut mettre en forme automatiquement les références.
- Insérer une infobox (cadre d'informations à droite) n'est pas obligatoire pour parachever la mise en page.

Pour une aide détaillée, merci de consulter Aide:Wikification.
Si vous pensez que ces points ont été résolus, vous pouvez retirer ce bandeau et améliorer la mise en forme d'un autre article.
Le Groupe Lorraine 42 (souvent abrégé en « GL 42 ») est un groupe de résistants lorrains fondé en 1941-1942, rattaché au Mouvement Lorraine. Il s'agit du plus important maquis de l'est de la France et l'un des mieux organisés.
Son rayon d'action s'étend sur le sud-ouest du département de la Meurthe-et-Moselle et le nord du département des Vosges, entre les villes d’Épinal et de Nancy. Les destructions opérées par les Alliés sur les réseaux routier et ferroviaire du nord de la France ont conduit l'Allemagne nazie à reporter plus au sud le principal axe de transport de matériel et de troupes, faisant de la Meurthe-et-Moselle un point central de cet axe. L'action du GL 42 (notamment les sabotages) porte particulièrement sur cette zone.
Le cœur stratégique du maquis est le château de Leménil-Mitry, mais les résistants se dissimulent principalement en forêt de Charmes et dans les environs de Sion. À proximité du château se trouve un terrain de parachutage baptisé « Chandernagor » sur lequel des mitrailleuses, des armes anti-char, des bazookas, des lance-grenades et des munitions ont été réceptionnés ; le château a, entre autres, servi à cacher une partie de ce matériel.
Le colonel Gilbert Grandval, commandant de la Résistance Région C, a qualifié le GL 42 de « plus beau fleuron de la résistance en Lorraine ».

## Fondation
Le Groupe Lorraine 42 a été fondé fin 1941, à la suite de l'exécution du capitaine de corvette Estienne d'Orves, tué alors qu'il débarquait en France dans le but d'organiser un réseau de résistance. D'abord baptisé « groupe Estienne d'Orves », le groupe réuni à Vigneulles l'année suivante décide d'adopter un nom plus discret. Le nom de "Groupe Lorraine 42" fait référence à la classe 42, la première classe d'âge visée par le S.T.O., que de nombreux maquisards rejettent.

## Effectifs et hiérarchie
En août 1944, le GL 42 comptait 894 membres.

### Membres du GL 42 à l'été 1944
- Frédéric Rémelius (nom de code : "commandant Noël"), chef de bataillon, dirige les interventions
- Six capitaines (dont Félix Mennegand)
- Deux lieutenants
- Deux aumôniers
- Deux conseillers techniques
- Des responsables de services santé
- Des responsables des services du matériel (dirigeant: Pierre Duperron alias "Morin", également responsable de la région de Bayon)
- Deux lieutenants chargé du ravitaillement (responsable : Félix Mennegand)
- Deux attachés à l'armement
- Georges Moléon (alias "Leclerc") et André Danial (alias "Fournier") sont responsables de la conduite des troupes mobiles.
- Léon Delors (alias "Maurice") est responsable de la centralisation des liaisons.

### Les effectifs
Le GL 42 se subdivise en plusieurs sous-groupes : Bayon-Méhoncourt, Damelevières, Haroué, Neuviller-sur-Moselle, Tantonville, Benney, Gripport, Xirocourt, St-Remimont, St-Firmin, Roville, Laneuveville-devant-Bayon, Lemainville ou le groupe Marceau (dans la forêt de Charmes). C'est un maquis très mobile, ce qui le rend difficile à appréhender de la part des autorités allemandes. Une idée de Félix Mennegand est de créer un signe de reconnaissance : des pièces de monnaies de 10 et de 25 centimes sur lesquels est incrustée une croix de Lorraine en cuivre, devenant des insignes qui permettent aux résistants de se reconnaître entre eux. Il existe également des règles de recrutement et des règles de discrétion concernant les déplacements.
Le réseau des résistants est encadré par le capitaine Mennegand et Frédéric Rémélius. Les sous-officiers sont formés par des instructeurs aguerris au métier des armes près de Buriville, et les officiers sont entraînés dans le Jura.
L'encadrement sur le terrain se fait par secteurs, chacun sous la direction d'un homme :
- Pierre Duperron alias "Morin" pour la région de Bayon
- Marcel Domenichini alias "Marceau" pour la région de Blainville
- Armand Thirion alias "Vignal" pour la région de St-Nicolas-de-Port
- Pierre Thirion alias "Verneuil" pour la région comprise entre Mont-sur-Meurthe et Gerbéviller

Les résistants ont réussi à s'organiser sur le terrain et disposent d'une infirmerie, de lieux de repli, et de dépôts clandestins d'explosifs.

#### Frédéric Remélius
De son nom de code : "Commandant Noël", Frédéric Remélius est le chef et le stratège du GL 42, qu'il contribue à organiser en une véritable armée régulière.
Il contribue à fédérer et coordonner plusieurs groupes de résistants : des agriculteurs de Vigneulles, de Blainville-sur-l'Eau et de Damelevières qui avaient récupéré des armes, des réfractaires du S.T.O. de la classe 42, les maquisards de la forêt de Benney, des cheminots .
Il établit des contacts avec le Bureau des opérations aériennes (B.O.A.) et dirige de nombreuses opérations, dont plusieurs sabotages, comme le 10 juin 1944 où il organise le déraillement de la voie ferrée Blainville-Épinal.

#### Félix Mennegand
Né le 27 mars 1896, mort le 13 septembre 1979, Félix Mennegand est un vétéran de la première guerre mondiale. C'est le beau-frère de Frédéric Rémélius. Pendant la seconde guerre mondiale, il fait d'abord partie du Mouvement Lorraine.
Une de ses premières actions de résistant, dès 1940, est de voler un paquet de laissez-passer à la Kommandantur de Nancy, qui seront mis à disposition des prisonniers évadés. Étant clerc de notaire de son métier, Félix Mennegand contribue à fabriquer des faux papiers.
En 1941, avec plusieurs amis, il fonde le journal "Lorraine", qui se distribue à plusieurs milliers d'exemplaires en Meurthe-et-Moselle et en Meuse, et qui devient un instrument efficace de recrutement.
En 1942, il convainc son beau-frère Frédéric Remélius de rattacher le GL 42 au Mouvement Lorraine. Il rejoint lui-même les maquisards du GL 42 au début juin 1944.
Capitaine adjudant-major du 1er bataillon du 150e R.I., il a combattu pour la libération de la poche de Royan. Titulaire de la Croix de guerre avec étoile de vermeil.
Les membres du GL 42 le surnommaient "le père" .

#### Marcel Domenichini
Né en 1909, il est mobilisé en 1939 et reçoit la croix de guerre avec étoile de bronze en 1940. Il obtient également la croix de guerre avec palme, la Médaille de la Résistance française et la Military Cross britannique, toutes en 1945.
Il est capturé et fait prisonnier en 1940 par les Allemands, torturé et victime d'injections de produits toxiques (à titre "d'essais médicaux") à la suite de tentatives d'évasion échouées ; il est rapatrié le 14 mars 1941 pour raisons de santé.
Du 1er octobre 1943 au 10 juin 1944, il fait partie du Bureau des Opérations Aériennes : il est chargé d'organiser et réceptionner les parachutages, les expéditions en hommes et en matériel, d'assurer les communications.
Du 11 juin au 20 septembre, il intègre le maquis du GL 42, commandant le "groupe Marceau" composé de plus de 400 maquisards. Son nom de code est "Marceau". Son frère Jean dirige le groupe local de Damelevières.
Son dossier d'attribution de la médaille de la Résistance le cite comme "modèle de bravoure et d'astuce. Toujours au point dangereux. Entraîneur d'hommes" et mentionne les actions suivantes :
- Entré dans la Résistance dès son retour de captivité, le 17 août 1941.
- Passage de prisonniers évadés.
- Aide à la désertion d'Alsaciens-Lorrains dans les rangs de l'armée allemande.
- Opérations du BOA, recherche de terrains de parachutages.
- Construction de caches en béton pour les armes parachutées.
- Répartition des armes, munitions, explosifs aux différents groupes du secteur, selon les ordres reçus.
- Direction des sabotages de 1941 à 1944.
- Sabotage de la gare de Blainville.
- Opérations de sabotage sur la ligne ferroviaire Nancy-Lunéville, plus particulièrement à Blainville-Damelevières.
- Sabotage des lignes électriques à haute tension dans le secteur de Charmes.
- Participation aux combats de St-Rémy-aux-bois (3 septembre 1944), Sion (8 août 1944), Vézelise, Lunéville et forêt de Charmes (29 août 1944).

Après la Libération, il est élu maire de Damelevières le 20 mai 1945, mais décède le 6 mars 1949 des suites des injections de produits toxiques qu'il a reçues.

### Renforts alliés
Pour instruire les troupes et approvisionner les maquis, une équipe "Jedburgh" est parachutée en août 1944 sur le terrain "Chandernagor" à Leménil-Mitry. Comme tous les équipes Jedburgh, elle est franco-anglo-américaine : elle est composée du major anglais Arthur Dupré Denning ("Archibald"), du capitaine Régis Coste ("Montlac") et du sergent-chef radio américain Roger Pierre ("Mike").
Une dizaine de parachutistes canadiens, largués sur le terrain "Chandernagor" a été envoyée en renfort du groupe "Marceau", dans la forêt de Charmes.

## Les actions du GL 42
Le premier rôle du GL 42 a été d'espionner et de fournir des renseignements ; il est en relation avec les responsables de l'Intelligence Service.
Le 29 septembre 1943, le GL 42 effectue une évasion d'une vingtaine de résistants incarcérés au centre d'Écrouves près de Toul ; par la suite, il vient en aide à des prisonniers évadés, des familles juives en fuite et des aviateurs anglais.
Comme nombre de maquis, à ses débuts le GL 42 souffre du manque de matériel. Lors de l'hiver 1940-1941, des armes sont collectées dans les villages voisins et cachées dans une maison, au risque d'être découvertes. L'un des maquisards, fossoyeur de son métier, a alors l'idée d'ouvrir la tombe de l'abbé Dosmann qui est creuse et qui permet d'y cacher les armes, balayant ensuite les traces laissées dans la neige. Le 27 août 1944, le GL 42 organise un "coup de main" sur la tuilerie d'Einvaux pour se procurer essence et vêtements. À la suite des demandes insistantes, les Alliés organisent des parachutages de matériel sur les terrains "Chandernagor" et "Roméo".

### Rôle préparatoire à l'arrivée des Alliés
Dès l'annonce du débarquement des Alliés en Normandie, le GL 42 se soulève avec deux objectifs : retarder l’arrivée des renforts allemands en Normandie et préparer le terrain pour permettre la progression des armées de libération. Le GL 42 a à son actif 83 sabotages :
- entre le 13 novembre 1943 et le 27 août 1944, le groupe de Bayon-Méhoncourt commet 18 sabotages, dont 15 sur la voie ferrée Blainville-Épinal.
- deux écluses détruites sur le canal de l'Est.
- le 5 juin 1944, Radio Londres émet le message "Tu porteras l'églantine", signal donné aux maquis pour qu'ils passent à l'action. Le 7 juin, le GL 42 lance ses opérations de guérilla.
- 14 juillet 1944 : dans le tunnel de Foug, le GL 42 fait exploser un convoi de matériel lourd allemand. La voie ferrée reste paralysée pendant plusieurs mois. Le même jour, le dépôt de Blainville est saboté et rend de nombreuses locomotives inutilisables.
- 2 septembre 1944 : au bois d’Anon à Goviller, un groupe de résistants qui se dirigeait vers la brasserie de Tantonville affronte et vainc une colonne allemande, faisant 5 maquisards tués au combat dont le capitaine Apparu.
- le même jour, un groupe de l'armée allemande se présente à Goviller dans le but d'incendier le village. Ils sont attaqués alors qu'ils faisaient une pause. Le bilan est de 50 morts côté allemand, le sous-lieutenant André Daniel est tué et deux FFI sont faits prisonnier parmi les membres du GL 42.
- le 3 septembre 1944, dans le cadre de la préparation de la bataille des Vosges, l'armée allemande tente d'éliminer le maquis du GL 42 de façon à protéger ses arrières (l'Allemagne prépare sa défense sur la frontière ouest du Reich, c'est-à-dire sur les Vosges), et attaque Leménil-Mitry. D'importants moyens y sont consacrés : deux cents hommes, deux chars, deux chenillettes, des mitrailleuses lourdes et des canons de 88. Au bout de 8 heures de bataille, les Allemands se retirent sans avoir pu venir à bout des résistants.
- du 3 au 5 septembre 1944, le GL 42 participe à la bataille de Charmes dont le but est de défendre le pont de la Moselle, qui permet l'avancée des troupes alliées en direction de l'Allemagne. L'armée allemande échoue à reprendre le pont, mais en représailles, elle incendie la ville et déporte 150 de ses habitants.
- le 6 septembre 1944, l'armée américaine (qui se trouve alors à Ceintrey) prend contact avec le GL 42 et le charge de défendre le  pont sur le Madon à Haroué contre la contre-offensive allemande venant de Xirocourt.

### Actions aux côtés des Alliés
- 7-8 septembre 1944 : jonction du GL 42 et de l'armée américaine, menée par le général Patton, à Leménil-Mitry.
- 10 septembre 1944 : aidée par le GL 42, l'armée américaine franchit la Moselle à Bayon (le GL 42 a indiqué un gué non signalé et les positions ennemies), et à Bayon (où il fournit une aide militaire).
- 15 septembre 1944 : libération de Blainville et de Charmes.
- 18 septembre 1944 : le GL 42 et l'armée américaine franchissent la Mortagne en direction de Lunéville.
- 20-21 septembre 1944 : le GL 42 et l'armée américaine repoussent la troupe allemande à Lunéville. Deux compagnies du GL 42 sont ensuite chargées de "nettoyer" le quartier des Bosquets.
- À l'automne 1944, le GL 42 est intégré aux armées régulières sous le nom de "5/20ème bataillon de marche", puis "150ème R.I."; il participe aux combats pour libérer la poche de Royan. Le GL 42 est classé officiellement comme Unité Combattante par le Ministère de la Défense.

## La répression nazie
L'armée allemande mène plusieurs opérations de représailles contre le GL 42 :
- le 29 juin 1944, les Allemands et la Milice fouillent le village de Vigneulles à la recherche des maquisards. Ils ne trouvent rien. Les hommes sont alors rassemblés  sur  la place et 7 d'entre eux sont déportés. D'autres villages sont également victimes de ces rafles destinées à traquer le GL 42, comme le village de Manoncourt (14 arrestations).
- le 30 juin 1944, la ferme de Purimont est attaquée, le propriétaire des lieux et son fils sont déportés, 2 morts et 1 blessé parmi les membres du GL 42, un mort civil, plusieurs blessés et tués côté allemand.
- 15 août 1944 : à Diarville, à la suite d'une dénonciation, un groupe de résistants de retour d'un sabotage est intercepté par une patrouille allemande venant de Mirecourt. Un résistant est capturé, un autre tué, un civil tué.
- début septembre 1944, incendie du village de Leménil-Mitry et des maisons des maquisards de Laneuveville-devant-Bayon ; 150 hommes sont pris en otage. Échec de la tentative d'incendie du village de Domptail.
- 5 septembre 1944 : après avoir échoué à reprendre le pont de la Moselle à Charmes, les Allemands déportent 150 habitants et incendient la ville.

En tout, les Allemands ont fusillé 250 personnes, et en ont déporté 1500.

## Mémoire
La mémoire des actions du GL 42 fait l'objet de plusieurs sites :
- Un mémorial, à Vigneulles, consacré aux 93 maquisards du GL 42, morts pour la France.
- le circuit des stèles, érigé sur les principaux lieux de combat : Haussonville, St Mard, Bayon (Pont de la Moselle), Laneuveville-devant-Bayon, Leménil-Mitry, Crantenoy, Goviller, Charmes.
- L'Espace de Mémoire, dans la commune de Vézelise.

## Sources, sites et bibliographie
- Archives collectives des Forces Françaises de l'Intérieur, département de la Meurthe-et-Moselle, secteur Blainville-Bayon ; cote : GR 19 P 54/8, et GR 19 P 54 009 ; sur www.memoiredeshommes.sga.defense.gouv.fr (consulté le 21 mai 2025).
- Service Historique de la Défense, dossier GR 16 P 188575 (dossier de Marcel Domenichini).
- Archives britanniques : Kew, 68/Ord/824 68/Ord/862.
- http://espacedememoire.fr/ et  https://espacedememoire.fr/GL42_Histoire.html (consulté le 07 juin 2025)
- Sébastien ALBERTELLI, Atlas de la France libre. Direction de la Mémoire, du Patrimoine et des Archives. Paris, éditions Autrement, 2010.
- Charles DANIEL, Du crépuscule à l'aube., 1986, édition à compte d'auteur.
- Claude et Mireille DOMENICHINI-GRAVÉ, Marcel Domenichini.  Capitaine Marceau. Chef opérationnel au GL 42. Maire de Damelevières (54) 1944-1949. Son histoire dans l'Histoire. Impression à compte d'auteur, 2025.
- Nicolas HOBAM, Quatre années de lutte clandestine en Lorraine, éditions du bastion, 2002.
- Félix MENNEGAND, De la colline inspirée aux embruns de Royan, 1947.
- Pierre de PRÉVAL, Sabotages et guérilla, éditions Berger-Levrault, 1946.
- Stéphane SIMMONET, Christophe PRIME, Atlas de la France dans la Seconde Guerre Mondiale. De la drôle de guerre à la Libération. Paris, éditions Autrement, 2024.